# Uno-X Pro Cycling Team Women
O Uno-X Pro Cycling Team Women (código UCI: UXT) é uma equipa ciclista feminina da Noruega de categoria UCI Women's WorldTeam, máxima categoria feminina do ciclismo em estrada a nível mundial.

## Material de ciclismo
A equipa utiliza bicicletas Dare, e componentes Shimano.

## Classificações UCI
As classificações da equipa e do seu ciclista mais destacado são as seguintes:
| Temporada | Classificação por equipas | Melhor corredor | Posição |
| 2022      |                           |                 |         |

## Palmarés
Para anos anteriores veja: Palmarés da Uno-X Pro Cycling Team Women.

### Palmarés de 2023

#### UCI WorldTour Feminino
| Datas | Corridas | Vencedora |

#### Calendário UCI Feminino
| Datas      | Corridas                       | Vencedora             |
| 6 de maio  | Grande Premeio Eco-Struct      | Amalie Dideriksen     |
| 4 de junho | 5.ª etapa da Volta à Andaluzia | Mie Bjørndal Ottestad |

#### Campeonatos nacionais
| Datas       | Corridas                                     | Vencedora             |
| 16 de junho | Campeonato da Finlândia Contrarrelógio (CRI) | Anniina Ahtosalo      |
| 17 de junho | Campeonato da Finlândia em Estrada           | Anniina Ahtosalo      |
| 22 de junho | Campeonato da Noruega Contrarrelógio (CRI)   | Mie Bjørndal Ottestad |
| 25 de junho | Campeonato da Noruega em Estrada             | Susanne Andersen      |
| 25 de junho | Campeonato da Dinamarca em Estrada           | Rebecca Koerner       |

## Elencos
Para anos anteriores, veja Elencos da Uno-X Pro Cycling Team Women

### Elenco de 2023
| Integrantes da equipe 2023 | Integrantes da equipe 2023 | Integrantes da equipe 2023                       | Integrantes da equipe 2023 |
| Ciclista                   | Data de nascimento         | Equipe anterior                                  |                            |
| -------------------------- | -------------------------- | ------------------------------------------------ | -------------------------- |
| Anniina Ahtosalo           | 27 agosto 2003             | Team Rytger powered by Cykeltøj-Online.dk (2021) |                            |
| Susanne Andersen           | 23 julho 1998              | Team DSM (2021)                                  |                            |
| Elinor Barker              | 7 setembro 1994            | Drops-Le Col (2021)                              |                            |
| Hannah Barnes              | 4 maio 1993                | Canyon-SRAM Racing (2021)                        |                            |
| Marte Berg Edseth          | 6 outubro 1998             | Ringerike Sykkelklubb (2022)                     |                            |
| Mie Bjørndal Ottestad      | 17 julho 1997              | Andy Schleck-CP NVST-Immo Losch (2021)           |                            |
| Amalie Dideriksen          | 24 maio 1996               | Trek-Segafredo (2022)                            |                            |
| Anne Dorthe Ysland         | 9 abril 2002               | Coop-Hitec Products (2021)                       |                            |
| Maria Giulia Confalonieri  | 30 março 1993              | Ceratizit-WNT Pro Cycling (2022)                 |                            |
| Rebecca Koerner            | 22 setembro 2000           | ABC Dame Elite (2021)                            |                            |
| Anouska Koster             | 20 agosto 1993             | Team Jumbo-Visma (2022)                          |                            |
| Joscelin Lowden            | 3 outubro 1987             | Drops-Le Col (2021)                              |                            |
| Hannah Ludwig              | 15 fevereiro 2000          | Canyon-SRAM Racing (2021)                        |                            |
| Amalie Lutro               | 15 março 2000              | Coop-Hitec Products (2021)                       |                            |
| Julie Norman Leth          | 13 julho 1992              | Ceratizit-WNT Pro Cycling (2021)                 |                            |
| Wilma Olausson             | 9 abril 2001               | Team DSM (2021)                                  |                            |
|                            |                            |                                                  |                            |
| Fonte: ProCyclingStats     |                            |                                                  |                            |